# Esteban Becker
Esteban Becker est un ancien footballeur argentin, né le 31 août 1964 à Bernal (Argentine) reconverti entraîneur.

## Biographie

### Entraîneur
Il dirige les joueurs guinéo-équatoriens lors de la Coupe d'Afrique des nations 2015 organisée en Guinée équatoriale.